# Jacques Macdonald
Jacques Macdonald, francoski maršal, * 1763, † 1840.